# Cymothoa
Cymothoa är ett släkte av kräftdjur som beskrevs av Fabricius 1787. Cymothoa ingår i familjen Cymothoidae.
En särskilt känd och märklig art i släktet är fiskparasiten Cymothoa exigua.

## Bildgalleri

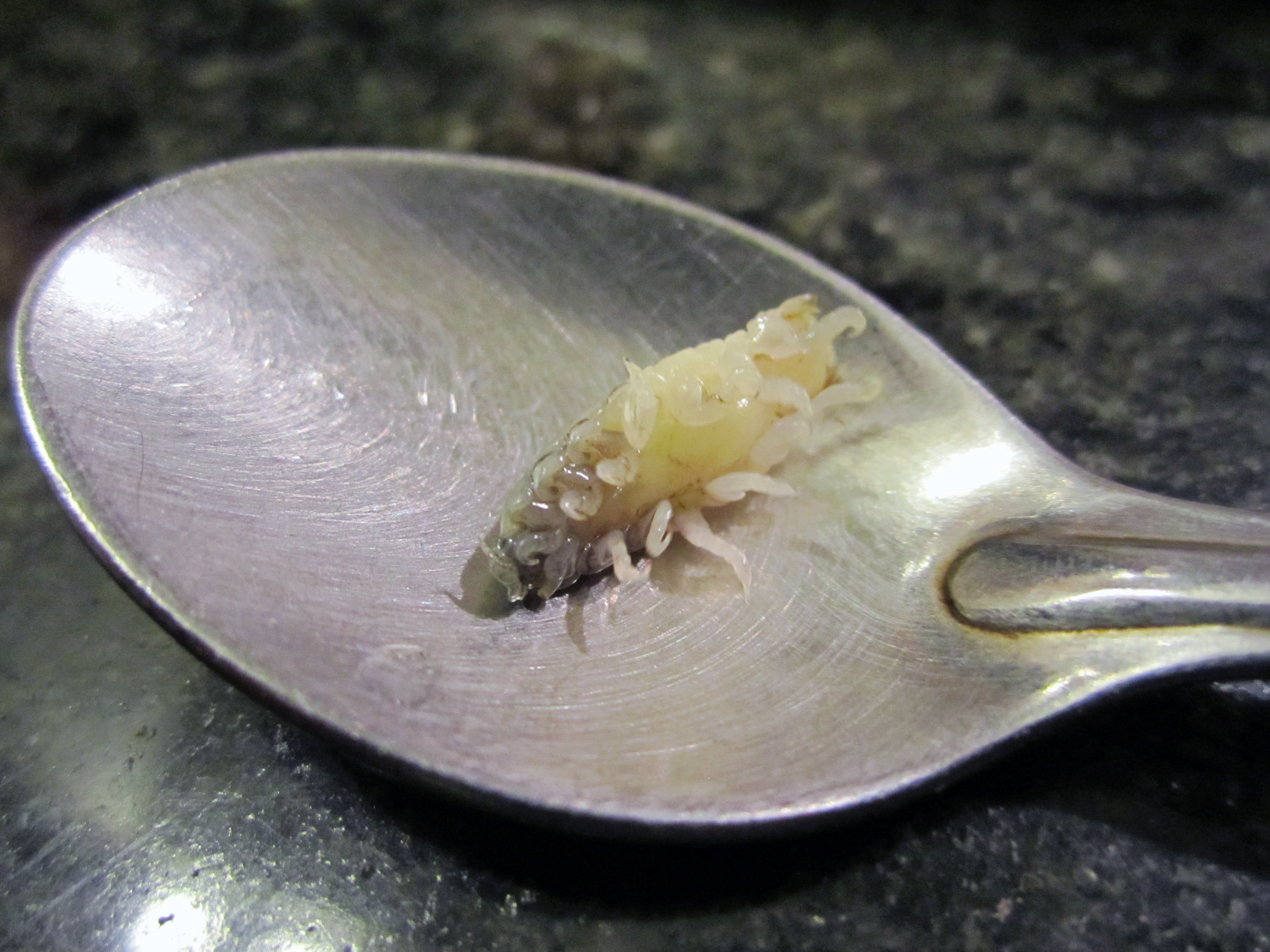
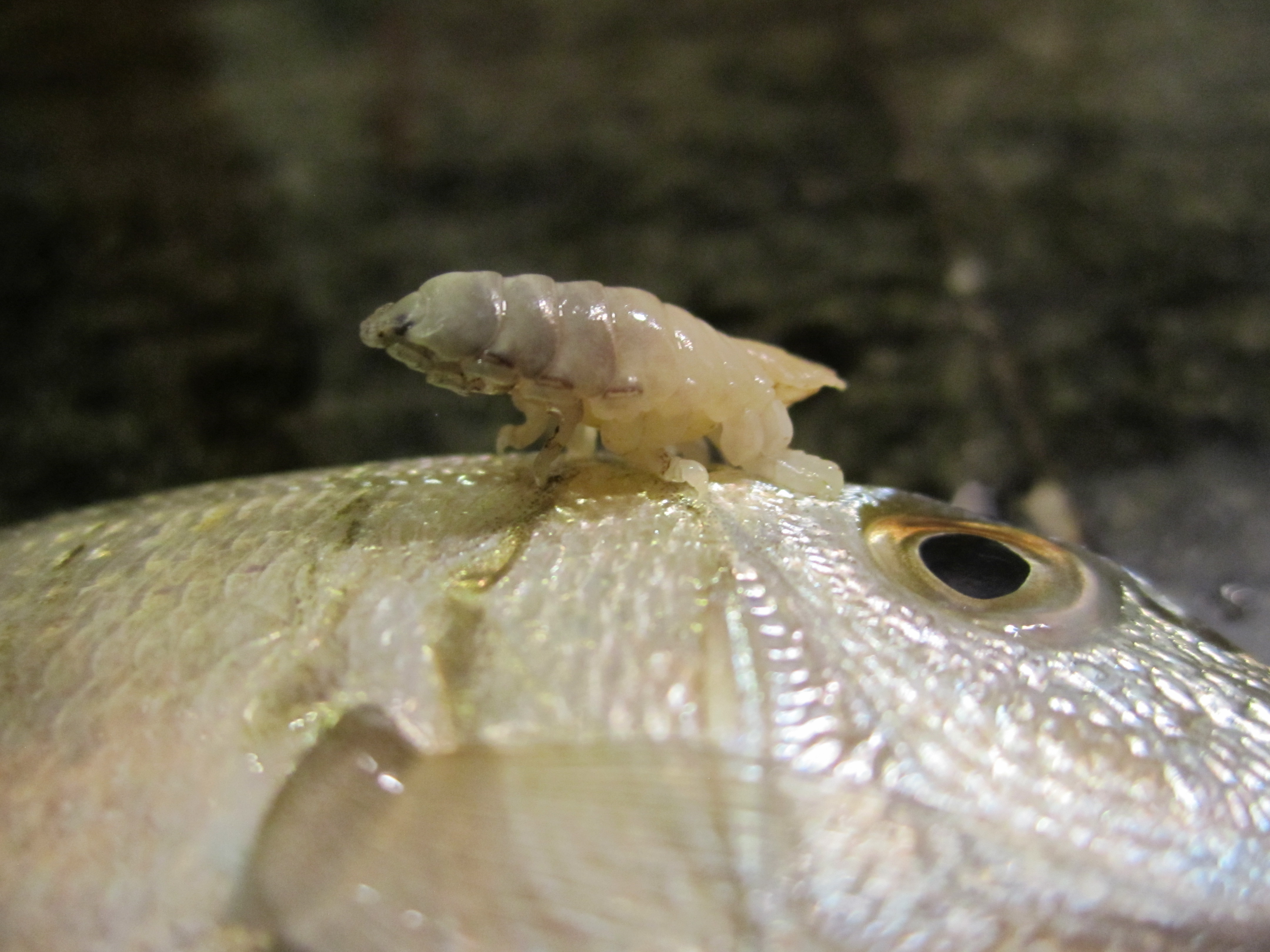
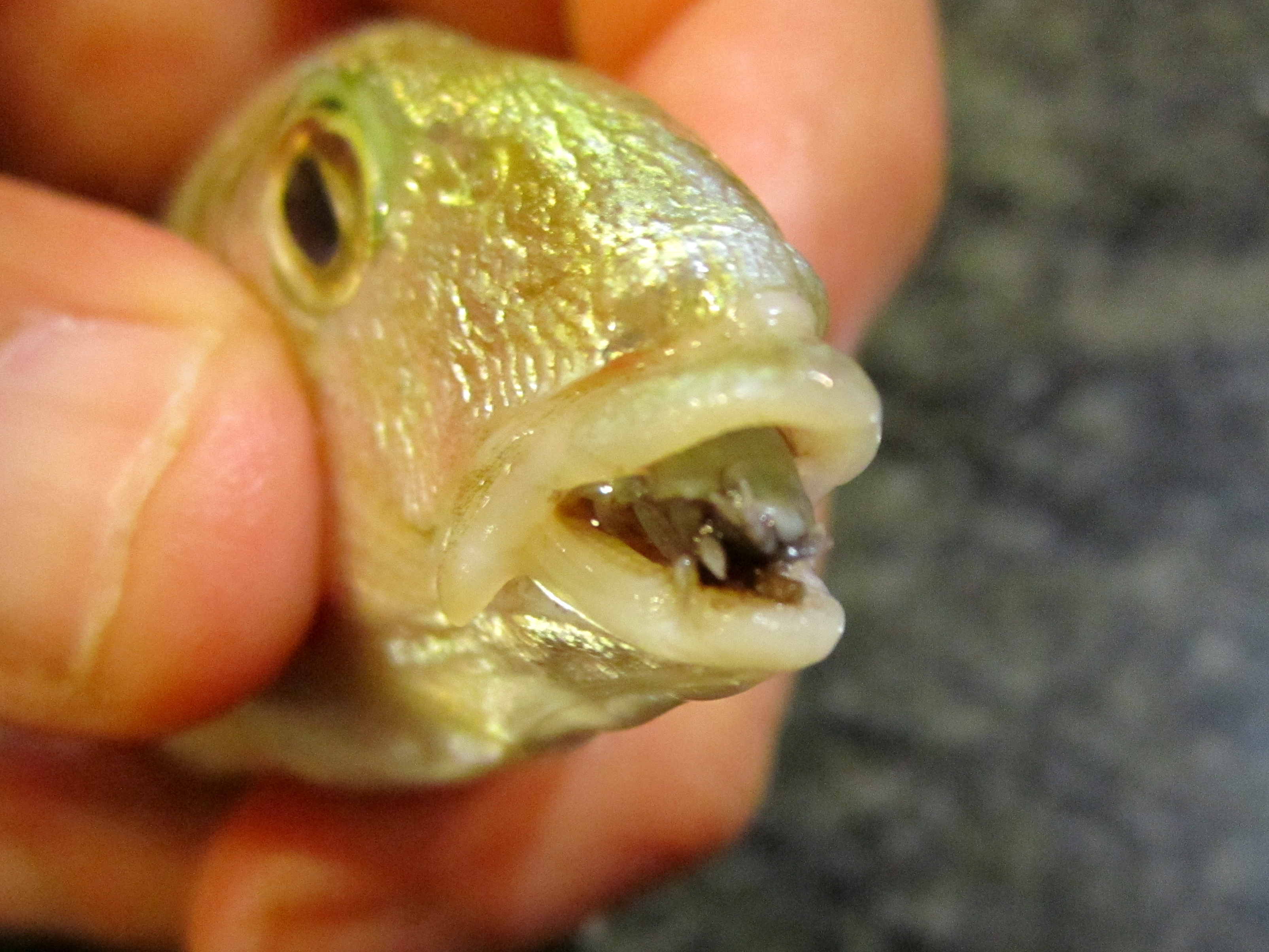
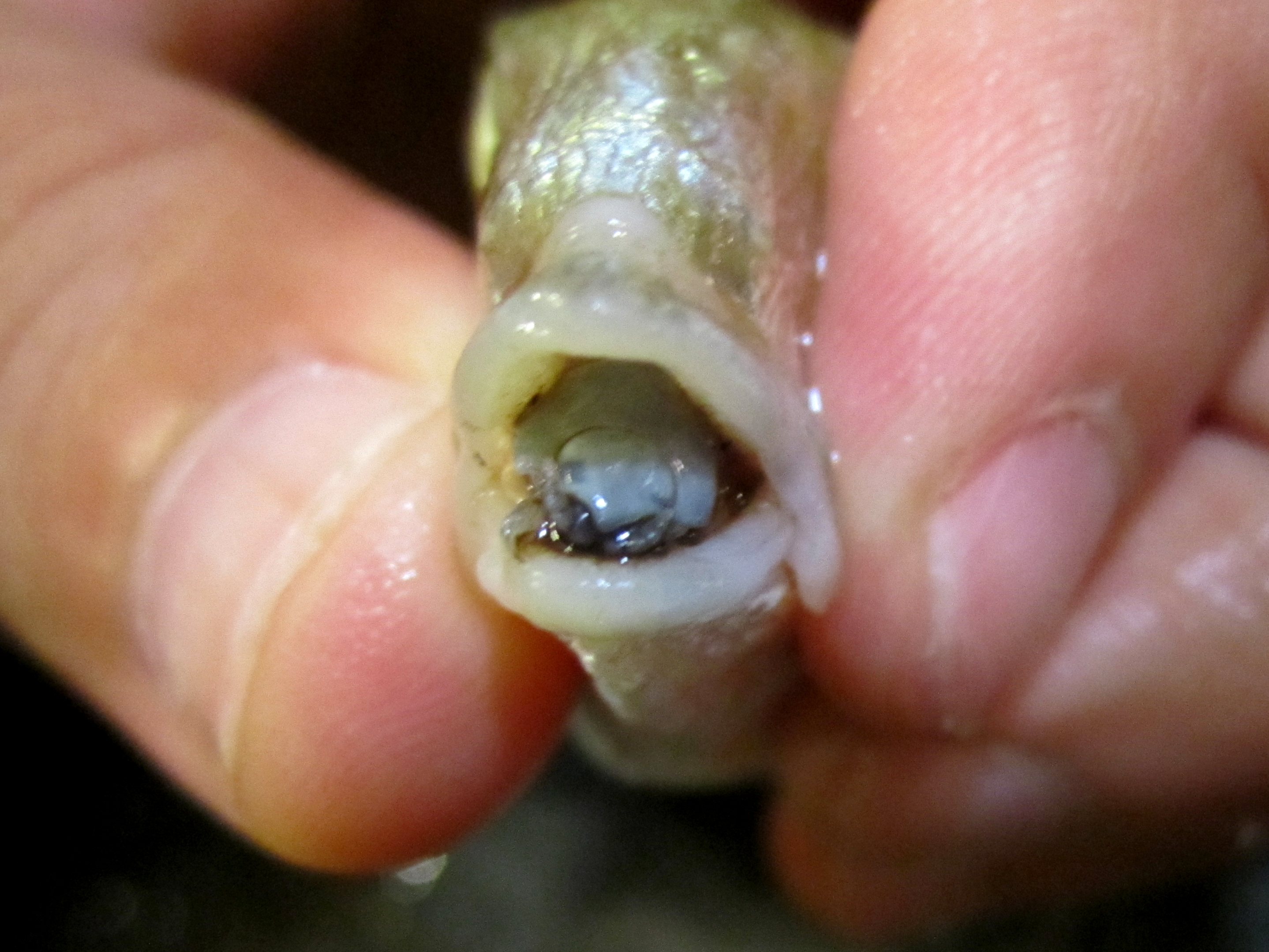

## Dottertaxa tillCymothoa, i alfabetisk ordning[1][2]
- Cymothoa asymmetrica
- Cymothoa borbonica
- Cymothoa brasiliensis
- Cymothoa bychowskyi
- Cymothoa carangii
- Cymothoa carryensis
- Cymothoa catarinensis
- Cymothoa cinerea
- Cymothoa curta
- Cymothoa dufresni
- Cymothoa elegans
- Cymothoa epimerica
- Cymothoa eremita
- Cymothoa excisa
- Cymothoa exigua
- Cymothoa eximia
- Cymothoa frontalis
- Cymothoa gadorum
- Cymothoa gerris
- Cymothoa gibbosa
- Cymothoa globosa
- Cymothoa guadeloupensis
- Cymothoa ianuarii
- Cymothoa ichtiola
- Cymothoa indica
- Cymothoa laticauda
- Cymothoa liannae
- Cymothoa limbata
- Cymothoa marginata
- Cymothoa nigropunctata
- Cymothoa oestrum
- Cymothoa paradoxa
- Cymothoa parupenei
- Cymothoa plebeia
- Cymothoa propria
- Cymothoa pulchrum
- Cymothoa recifea
- Cymothoa recta
- Cymothoa rhina
- Cymothoa rotunda
- Cymothoa rotundifrons
- Cymothoa scopulorum
- Cymothoa selari
- Cymothoa slusarskii
- Cymothoa spinipalpa
- Cymothoa truncata
- Cymothoa vicina